# Tapirapés

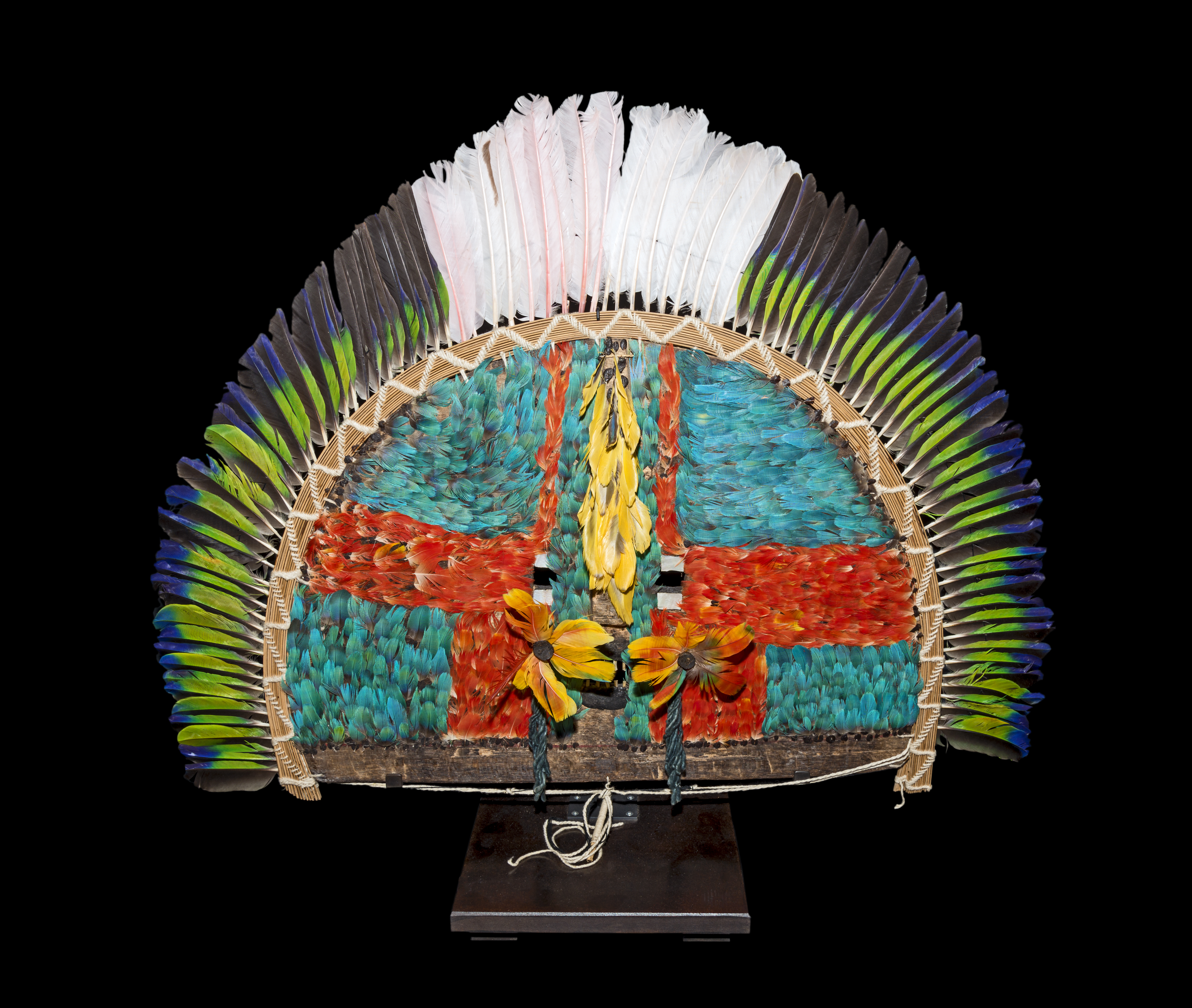
Máscara tapirapé

Os tapirapés são um grupo indígena brasileiro que habita as áreas indígenas Tapirapé/Karajá e Urubu Branco, no nordeste do estado do Mato Grosso, e o Parque do Araguaia, na ilha do Bananal, no estado do Tocantins.

## Etimologia
"Tapirapé" é um termo de origem tupi que significa, literalmente, "caminho de anta" (tapi'ira, anta + apé, caminho). Era o nome pelo qual os indígenas chamavam a Via Láctea.

## Problemas atuais
Como outras etnias indígenas brasileiras, os tapirapés sofrem atualmente com o assédio de mineradoras e de posseiros às suas terras.

## Arte

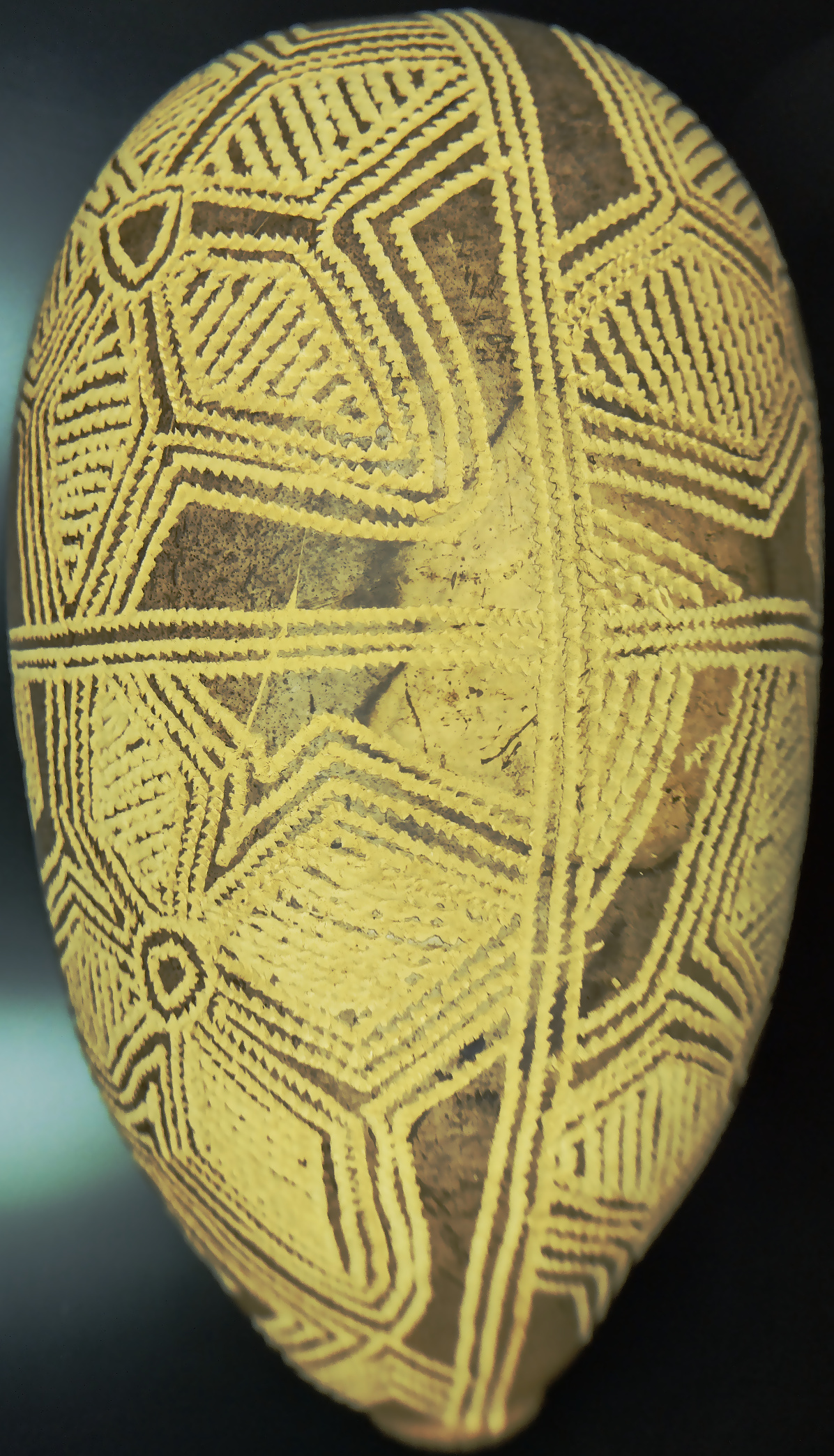
Arte grafista em cabaça
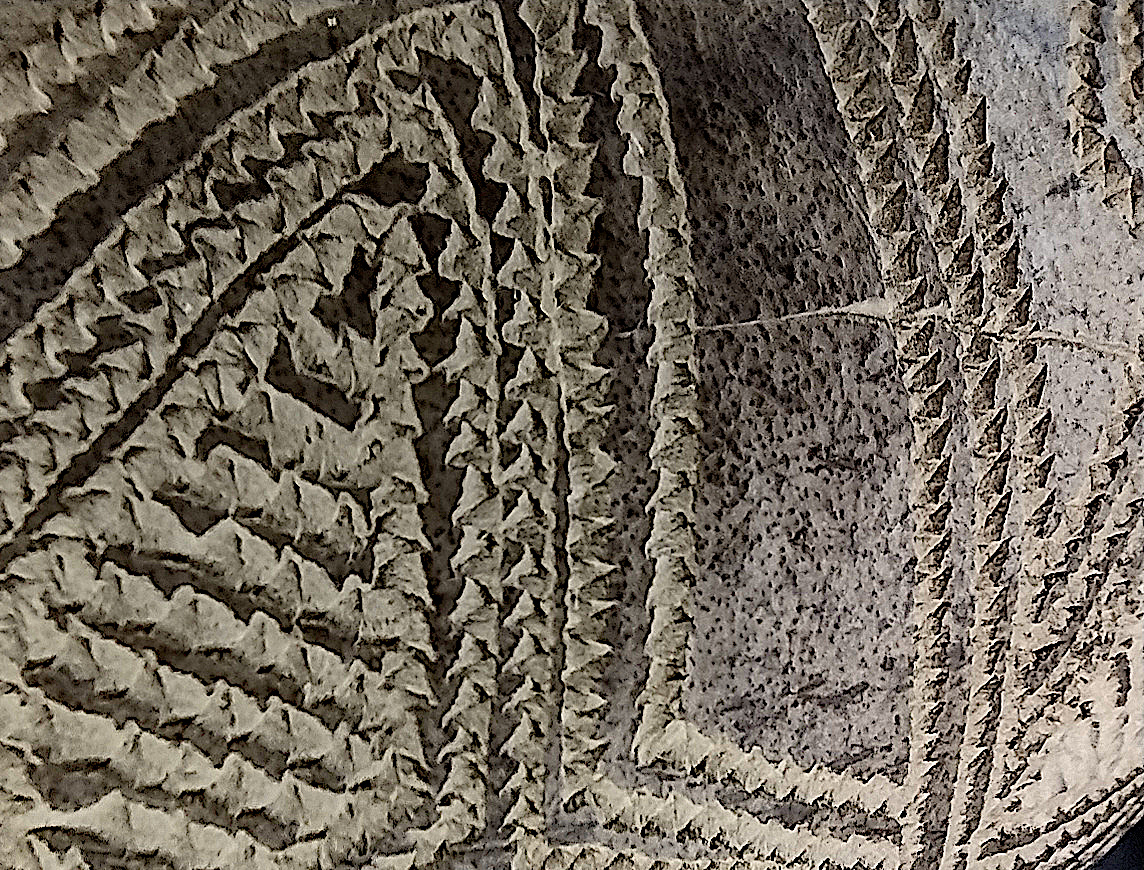
Detalhe da técnica usada na arte gráfica. Seguindo um pontilhismo formando pequenos triângulos.
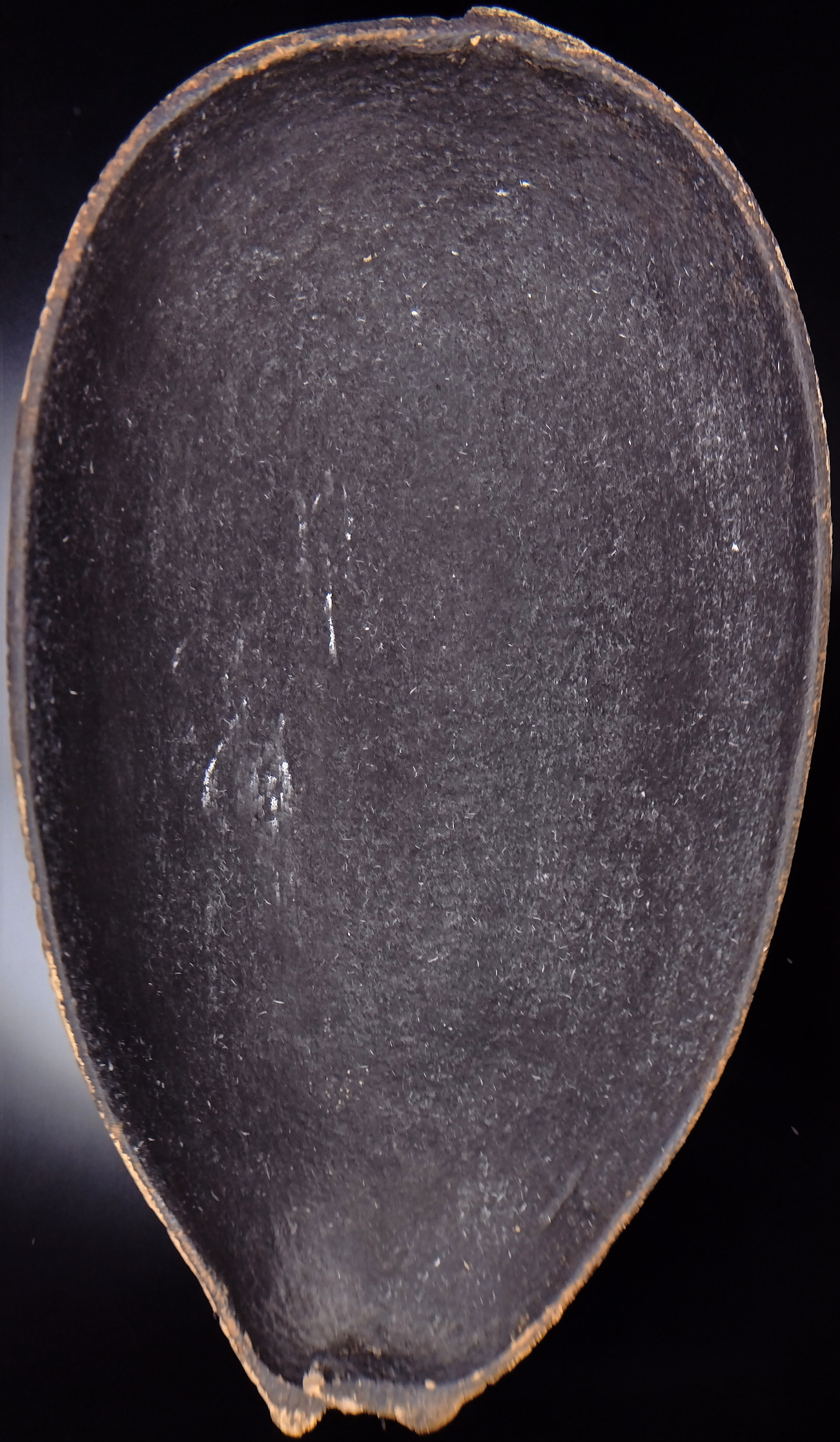
Acabamento interno com tinta feita com jenipapo